# Șerbăuți
Șerbăuți is een Roemeense gemeente in het district Suceava.
Șerbăuți telt 3273 inwoners.